# Khamsin
Il khamsin, o camsin, è uno dei venti caratteristici del deserto del Sahara.
Soffia da sud-sudest portando caldo e sabbia in tutta la zona orientale del Nordafrica e sulla penisola araba; pur non essendo un vento ciclico (stagionale come ad esempio i monsoni), compare per lunghi periodi di tempo tra il tardo inverno e l'inizio estate (tra aprile e giugno la frequenza più alta).
Il nome khamsin deriva dall'arabo خمسين (khamsīn) e significa 50 (cinquanta), che è il numero di giorni consecutivi in cui il vento, secondo la tradizione, spirerebbe con una certa costanza.